# Lorenzo Ebecilio
Lorenzo Ebecilio (sinh ngày 24 tháng 9 năm 1991) là một cầu thủ bóng đá người Hà Lan.

## Sự nghiệp câu lạc bộ
Lorenzo Ebecilio hiện đang chơi cho Júbilo Iwata.